# ستيف بيكو
ستيفين بيكو (بالإنجليزية: Steve Biko)‏ (18 ديسمبر 1946- 12 سبتمبر 1977) هو ناشط ضد نظام الفصل العنصري (آبارتيد) بجنوب أفريقيا في خلال ستينات وسبيعينات القرن الماضي. من خلال نشاطه في الحركة الطلابية، أسس حركة الوعي الأسود، الحركة الشعبية التي عوضت الفراغ السياسي التي خلفته اعتقالات قادة المؤتمر الوطني الإفريقيي بعد مجزرة شاربفيل عام 1960. كان لحركة الوعي الأسود دورًا كبير في تعبئة قطاعات كبيرة من شباب المدن الأفارقة لمعارضة نظام الفصل العنصري. في أعوام نشاطه السياسي كان يهدف لتغيير الوعي الأسود بجنوب أفريقيا تبعًا لمقولته الشهيرة «أقوى سلاح في يد القاهرين هو عقل (وعي) المقهورين». بعد موته تحت الاعتقال بسبب التعذيب أصبح ستيف بيكو واحدا من أهم شهداء النضال ضد الفصل العنصري ورمز للنضال من أجل الحرية والعدالة في جنوب أفريقيا وفي العالم أجمع.

## روابط خارجية
- ستيف بيكو على موقع IMDb (الإنجليزية)
- ستيف بيكو على موقع الموسوعة البريطانية (الإنجليزية)
- ستيف بيكو على موقع إن إن دي بي (الإنجليزية)